# Opel Monza
Opel Monza var en luksus bilmodel fra Opel produceret i årene 1977 til 1986. Modellen blev introduceret i 1977 og var Opels direkte efterfølger fra Commodore Coupé. Bilen er i bund og grund en Opel Senator Coupé, men Opel valgte at give Monza´en sit eget navn for at give bilen mere prestige. Bilen blev produceret i 8 år, og fik et facelift i 1982. De første årgange er kendt som "A1"-modellen, og de senere årgange som "A2"-modellen.
Bilen var et direkte alternativ til de noget dyrere BMW 6 serie, og Mercedes C modeller.

## Opel Monza A1 1978-1982
Monza´en så dagens lys i August 1978. Bilen var en direkte efterfølger til en længere række Coupé versioner af Commodore modellen. Bilen var sammen med Senator Opels flagskib, og der var forudgående blevet lagt et stort arbejde i Monza´en. I stedet for konventionelle løsninger rent teknisk som f.eks. stiv bagaksel, satsede Opel på ny teknologi til vejen. Til trods for at samtidige biler som Ascona og Manta fortsatte med den "gamle" teknologi tog Opel chancen og satsede på noget helt nyt. Motoren var stadig den nu efterhånden aldrende CIH motor, og i første omgang kom modellerne 2,5S, 2,8S og 3,0S. 3,0´eren var en helt ny CIH motor, og alle tre udgaver var født med registerkarburatorer frem for indsprøjtning. Desuden havde Opel konstrueret et helt nyt bagaksel system med uafhængig hjulophæng. Der var også monteret skivebremser på bagakslen, samt McPherson fjederben foran. Bilkritikere roste bilen for dens fantastiske køreegenskaber, der på samme tid var behagelig, men også sporty. Bilen blev rost for en enorm god kontakt med vejen. Imidlertid var der problemer med gearkassen på 3,0 udgaven motoren var ganske simpelt for kraftig til den også aldrende GM gearkasse, og både biler med manuel 4 trins, og 3 trins automatgear blev tilbagekaldt. 
Automatgearkassens problem var imidlertid nemt at løse. Her lavede man en forstærkning der kunne eftermonteres, dog stod det værre til med den manuelle gearkasse. I al hast fik man 4 trins Getrag gearkasser (Getrag 264) som var en god løsning, og denne gearkasse kom herefter i 2,8S og 3,0S bilerne indtil 1980.
I 1980 blev motorerne opdateret og fik et BOSCH multipoint indsprøjtningsanlæg i 2,5 og 3,0 udgaverne. 2,8´eren fortsatte med at være karburatordreven. 3,0 modellen nu med motorkoden 3,0E fik øget kompression, anden profil knastaksel, samt et anderledes portet topstykke og ydede nu hele 180hk. Dermed blev Monza´en den kraftigste bil Opel havde serieproduceret til gaden.
Indvendigt i Monza´en var der alle tænkelige former for komfort. Trods bilen var en Coupé delte den stadig basis med Senator, og var dermed temmelig stor og rummelig indvendigt med god plads også til bagsædepassagerer. Bilen kom med servostyring som standardudstyr, højdejusterbart førersæde, velour sæder, og enorme stole foran der var ekstremt komfortable. De blev beskrevet i bilblade "som at sidde i en lænestol". 3,0 Modellerne kom også med skydesoltag med vippefunktion, tonede ruder, sidespejle der kunne justeres manuelt indvendigt fra kabinen, samt el sideruder. 
Udvendigt havde bilen et på det tidspunkt futuristisk design, fronten var lånt fra Commodore C modellen, men ligheden stoppede også her. Resten af bilen var et frisk pust rent designmæssigt hvor de bløde 70´er kurver var afløst af skarpe kanter i designet, og velfungerende aerodynamik.
Chrome lister og kofangere signalerede luksus, og således var bilen monteret med chromelister rundt om lygter, frontgrill, m.m.

## Monza A2 1982-1986
I 1982 fik Monza (og senator) et væsentligt facelift. Chrome var gået af mode, og tidens trend var nu store kofangere og et mere futuristisk look. Fronten blev således ændret drastisk og fik bl.a. større forlygter fra Rekord E2 modellerne, anden kølergrill, hvide frontblink, samt stor forkofanger/frontspoiler. Bagkofangeren blev også ændret og nummerpladens plads var nu i kofangeren, hvor en stor refleksplade nu fik baglygterne til at se ud som om de gik hele vejen over bilens bredde. Bilen blev nu også leveret standard med 14" eller 15" aluminiumsfælge og kabinen fik også en opdatering. Instrumentbordet blev ændret kraftigt, og bestod nu af en stor helstøbt midterkonsol med alle bilens kontrolfunktioner. Instrumenterne blev opdateret, og af ekstraudstyr talte nu også elektrisk justerbare sidespejle, elektrisk skydesoltag, multifunktions Board Computer m.m.
Motormæssigt skete der også noget nyt. Først blev der lanceret en "øko" udgave med en 2,0E 4 cylindret motor, der dog kun blev produceret i ganske få antal. Efterfølgende kom 2,2E motoren i der havde et noget bedre moment, og med det nye Bosch indsprøjtning også havde en forholdsvis fornuftig benzinforbrug. 2,5 liters motoren fik også indsprøjtning og hed nu 2,5E og havde 140hk. 2,8 motoren forsvandt helt fra programmet, og gjorde plads til 3,0H motoren med 156 hk, og katalysator system der reducerede Co2 gasserne væsentligt. 3,0E motoren fortsatte dog med sine 180hk og fandtes nu i topudgaven GS/E. GS/E modellen havde alt i udstyr, ligesom den også kom med multijusterbare Recaro sportssæder, sportsrat, 40% spærret differentiale, 5 trins sportgearkasse fra Getrag (Getrag 265)samt sideskørter og hækspoiler. Sidst men ikke mindst fik GS/E´eren digitale sportsinstrumenter, som gav bilen et yderligere futuristisk look. Det digitale instrumentbord var en idé taget direkte fra GM´s amerikanske deling og deres Corvette. De digitale instrumenter fandt også vej til Kadett E GSi, og Senator B / Omega A modellerne senere.

## Specialudgaver af Monza
Der var nogen der forsøgte sig med Monza´en i motorsportssammenhæng, men dette blev dog aldrig nogen større succes. Opel satsede i starten af 80´erne tungt på deres Manta og Ascona 400 modeller som slog deres folder i Rally. 
Dog kunne Irmscher tilbyde en ganske radikal ombygning af motoren, hvilket kunne bestilles ved Opel ved et køb. Ombygningen bestod af en ændret krumtap, plejlstænger og stempelkonfiguration, og dette ydede volumen til 3,6 liter. Disse biler fik Irmscher logo´er på og er i dag ganske eftertragtede. Der vides ikke præcist hvor mange af disse biler der blev produceret da ombygningen også kunne efterbestilles og eftermonteres, men bilerne er i dag ekstremt eftertragtede og anses som sjældenheder og samleobjekter. 
Keinath Monza er en anden og mere sjælden bil. Det tyske firma Keinath ombyggede et lille antal Monza til cabriolet versioner. De slog dog aldrig helt igennem, men i dag er bilerne afsindigt sjældne. Ombygningen var kostbar, og besværlig og bestod af en gennemgribende forstærkning af bilens karosseri, total ombygning af kabinen, der fik læderovertræk, samt naturligvis ombygning af ruder, døre m.m. for at kunne bruge en kaleche. 
Ferguson Monza er også en sjældenhed, bygget i England hvor Monza´en var kendt under navnet Vauxhall Monza. Der var her tale om et ganske lille antal GS/E modeller der blev ombygget af Ferguson og den division der tidligere havde bygget biler som Jensen Interceptor. Ombygningen bestod af firhjulstræk, og disse biler er også i dag ekstremt sjældne.